# Boucle while
 (août 2024).
Si vous disposez d'ouvrages ou d'articles de référence ou si vous connaissez des sites web de qualité traitant du thème abordé ici, merci de compléter l'article en donnant les références utiles à sa vérifiabilité et en les liant à la section « Notes et références ».
Pour un article plus général, voir structure de contrôle.

Boucle while

En programmation, la boucle while, francisée en boucle tant que, est une structure de contrôle permettant d'exécuter un ensemble d'instructions de façon répétée sur la base d'une condition booléenne. La boucle while peut être considérée comme une répétition de l'instruction if.

## Fonctionnement
Une boucle while est constituée d’un bloc de code source et d’une condition. À l’exécution, la condition est d’abord évaluée, et si elle est vraie, le bloc de code source est évalué. L'exécution du code est ensuite répétée jusqu’à ce que la condition soit fausse.
Par exemple, en langage C (tout comme en Java, C#, Objective-C et C++, qui utilisent tous la même syntaxe dans ce cas), le bloc de code source suivant
```
int
 
x
 
=
 
0
;

while
 
(
x
 
<
 
5
)
 

{

    
printf
 
(
"x = %d
\n
"
,
 
x
);

    
x
++
;

}

//affiche :

//x = 0

//x = 1

//x = 2

//x = 3

//x = 4

```

vérifie d’abord que x est strictement inférieur à 5. Comme c’est le cas, le corps de la boucle à répéter est exécuté, où la fonction printf est appelée et où x est incrémenté de 1. Après avoir exécuté toutes les instructions de l’intérieur de la boucle, la condition est de nouveau évaluée, et si elle est toujours vraie, le corps de la boucle est de nouveau exécuté. Ceci se répète jusqu’à ce que la condition devienne fausse, c'est-à-dire lorsque x devient égal à 5.
Il est à noter qu’il est possible, et dans certains cas voulu, que la condition soit toujours vraie, créant une boucle infinie. Quand une telle boucle est créée volontairement, il y a généralement une autre instruction (comme un break) qui contrôle la sortie de la boucle. Par exemple :
```
while
 
(
true
)
 

{

    
// faire des choses compliquées

    
if
 
(
condition
)
 
break
;

    
// faire d’autres choses

}

```

Ici, lorsque la condition évaluée dans le if devient vraie, l'instruction break est exécutée, forçant la sortie de la boucle quelle que soit la valeur du booléen évalué par la boucle (ici, true, qui est toujours vrai).

### Variante
Avec la syntaxe détaillée ci-avant, il est possible de ne pas du tout exécuter la boucle si la condition est fausse lors de sa première évaluation. Or, dans certaines situations, le programmeur veut s'assurer d'exécuter au moins une fois la boucle. Dans de nombreux langages de programmation, une syntaxe est définie pour réaliser ceci simplement. Par exemple, en C, il suffit de placer le mot-clé while assorti de sa condition à la fin de la boucle plutôt qu'au début. Le début de la boucle est alors indiqué par le mot-clé do :
```
do

{

    
// Instructions

}
 
while
 
(
condition
);

```

Cette boucle est souvent nommée boucle do ... while, ou en français : « boucle faire ... tant que ».

## Structures équivalentes
En langage C,
```
while
 
(
condition
)
 

{

    
instructions
;

}

```

est équivalent à
```
if
 
(
condition
)
 

{

    
do
 

    
{

        
instructions
;

    
}
 
while
 
(
condition
);

}

```

ou
```
while
 
(
true
)
 

{

    
if
 
(
!
condition
)
 
break
;

    
instructions
;

}

```

ou
```
    
goto
 
TEST
;

DEBUT_BOUCLE
:

    
instructions
;

TEST
:

    
if
 
(
condition
)
 
goto
 
DEBUT_BOUCLE
;

```

ou
```
TEST
:

    
if
 
(
!
condition
)
 
goto
 
FIN_BOUCLE
;

    
instructions

    
goto
 
TEST
;

FIN_BOUCLE
:

```

Les deux derniers exemples ne sont pas recommandés, à cause des instructions goto qui rendent l’exécution plus difficile à comprendre; ils ne sont normalement utilisés qu’en dernier recours.
Aussi, en langage C et dans les langages similaires, une boucle while est une boucle for sans instruction d’initialisation ni de comptage, par exemple :
```
for
 
(
 
;
 
condition
;
 
)

{

    
statements
;

}

```

## Exemples

### BASIC-QBasicetVisual Basic
```
Dim
 
compteur
 
As
 
Integer
 
=
 
10

Do
 
While
 
compteur
 
>
 
0

    
compteur
 
=
 
compteur
 
-
 
1

Loop

```

### CetC++
```
int
 
main
 
()

{

    
int
 
compteur
 
=
 
5
;

    
long
 
factorielle
 
=
 
1
;

 

    
while
 
(
compteur
 
>
 
1
)

    
{

        
factorielle
 
*=
 
compteur
--
;

    
}

    
printf
(
"%d"
,
 
factorielle
);

    
return
 
0
;

}

```

En C, on pourra inclure l’entête standard stdio.h, et en C++ cstdio.

### Java,C#etD
Le code source de la boucle est le même en Java, C# et en D :
```
int
 
compteur
 
=
 
5
;

long
 
factorielle
 
=
 
1
;

while
 
(
compteur
 
>
 
1
)

{

   
factorielle
 
*=
 
compteur
--
;

}

```

En Java, le résultat peut être affiché avec :
```
System
.
out
.
println
(
factorielle
);

```

L’équivalent en C# :
```
System
.
Console
.
WriteLine
(
factorielle
);

```

Et en D :
```
writefln
(
factorielle
);

```